# Focke-Wulf Fw 57

Focke-Wulf Fw 57 — прототип німецького винищувача-бомбардувальника, побудовано у 1936 році, проте у серійне виробництво не пішов.

## Проектування
Улітку 1933 р. щойно відтворений штаб тоді ще секретних Люфтваффе провів дослідження напрямів розвитку бойової авіації — і тенденцій у зміні теорії ведення повітряної війни. Метою цього було визначити нові конструктивно-бойові вимоги до перспективних літаків. Другою метою цих досліджень було виробити нову тактику застосування авіації.
Перехід від біпланів до монопланів як основного типу літаків, переоснащення озброєння літаків, технічний прогрес у царині моторобудування і аеродинаміки сприяло переосмисленню ролі авіації від другорядної і допоміжної до стратегічної і основної ударної сили. Контроль у небі став пріоритетом у теорії ведення воєнних кампаній. Бомбардувальник став ключовим гравцем на полі бою. Знищення військових підприємств, складів, великого скупчення військ тощо численною групою дальніх (чи стратегічних) бомбардувальників — стало фактором стратегічного планування кампаній. Ефективна підтримка наземних військ штурмовою чи тактичною авіацією, що стала нести великий бомбовий запас — стала ефективною практикою у порівнянні із І-ю світовою. Висока швидкість, значна практична стеля польоту і великий радіус дії (на додачу із відсутністю ефективної системи сповіщення про загрозу авіаудару) уможливило практичну безкарність авіанальотів. Звичайні винищувачі уже не змогли ефективно протистояти бомбардувальникам. Одним із результатів усього цього було зародження концепції «мисливця на бомбардувальники» (надалі — основної концепції Люфтваффе). Під «мисливцем» у 30-х роках розуміли дводвигуновий багатоцільовий літак із потужним курсовим стрілецьким озброєнням, оснащеним турелями зі стрільцями для самозахисту. За умови налагодженої системи телефонного (телеграфного) сповіщення, такий літак мав достатньо часу на перехоплення ескадр бомбардувальників іще до того, як вони вийдуть на бомбометання. Додатково такий літак мав би виконувати функції як швидкісного бомбардувальника, так і екскортного винищувача, перехоплювача, розвідника і штурмовика.
Після обговорення із авіабудівниками ідея «мисливця» викристалізувалася у суцільнометалевий (дво-)трихмісний літак із шасі, що забирається. Серед фірм, які працювали над цим проектом, були «Фокке-Вульф» (Fw.57), «Байерише флюгцойгверке» (Bf.110) і «Хеншель флюгцойгверке» (Hs.124).

## Розробка
1934 року Імперське міністерство авіації (RLM) оголосило вимоги для прототипу Kampfzerstorer (нім., букв.: «бойовий руйнівник», ~"винищувач бомбардувальників"; анг. «Bomber destroyer»), тактичного багатоцільового винищувача бомбардувальників/бомбардувальника, а також для концепції можливої предтечі для німецького швидкісного бомбардувальника. Кожній із фірм було замовлено збудувати для випробувань по три прототипи своїх літаків.
1934-го року Імперське міністерство авіації (RLM) оголосило вимоги для прототипу Kampfzerstorer (нім., букв.: «бойовий руйнівник», анг. «Bomber destroyer»), тактичного багатоцільового винищувача бомбардувальників/бомбардувальника, а також для концепції можливої предтечі для німецького швидкісного бомбардувальника. Компанія «Focke-Wulf» запропонувала концепт Fw 57, фірма «Messerschmitt» створила модель Bf 110 і «Henschel» подав на розгляд прототип Hs 124. Модель Fw 57 виявилася більшою за обох своїх конкурентів; літак був важчим і не таким простим у керуванні, як два інших прототипи.
Fw 57 був двомоторним суцільнометалевим монопланом звичайної конструкції з одним хвостом і звичайним шасі, що складається. Крило було виготовлено із фермовим дюралевим головним лонжероном і складалося з трьох секцій. Допоміжні лонжерони і обшивку виготовили з легкого сплаву. Як двигуни передбачалося використовувати були два 12-циліндрові V-подібні DB-600 — рідинного охолодження із потужністю 910 КС на зльоті. Основні стійки шасі забиралися назад в гондоли двигунів. Стійки мали трикутну форму з підресореним двома масло-пневматичними амортизаторами важелем. Гвинти трилопатеві, змінного кроку. Все паливо розташовувалося в центроплані.
Із озброєння планувалося встановити дві курсові 20-мм автоматичні авіаційні гармати MG-FF на карданному підвісі в носовій частині і одну таку саму у турелі «Маузера» за кабіною пілотів. У фюзеляжі було передбачено невеликий бомбовий відсік, що закривався. На першому дослідному Fw.57 -V1, готовому наприкінці весни 1936 р., озброєння не було, а замість турелі «Маузера» стояв макет.
Пілот і штурман сиділи тандемом у довгому ліхтарі (кабіні пілотів), у кормовій частині якої розміщалася кулеметна/гарматна турель зі стрільцем.
Три прототипи Fw 57 (V1-V3, відповідно) було зібрано упродовж 1936 року, випробування тривали до осені.
На цей час уже було ясно, що вагу конструкції Fw 57 серйозно перевищено — сама лише вага крила була уп'ятеро важча за розрахункову. Маса порожнього літака (вага без озброєння і турелі) склала 6800 кг — на 63 % більше, ніж у Hs 124. Через це керованість Fw 57 була вкрай незадовільною, а здатність нести озброєння — дуже низька. Недоведеність двигунів DB 600К одразу ж позначилася на випробуваннях: Fw 57 V1 здійснив вимушену посадку на ґрунт і його було списано.
Імперське міністерство авіації до цього часу змінила свою початкову концепцію Kampfzerstorer, яка включала вимоги одночасно багатоцільовості, тобто співіснування штурмового і бомбового оснащення, фюзеляжних потужних гармат і наявність кормової турелі із такою ж автоматичною гарматою: її облишили на користь простішої концепції Zerstörer, втіленої в Messerschmitt Bf 110 (тут початково відмовилися від задніх турелей і бомбового навантаження на користь маневреності).
Восени ж 1936 року усі роботи над проєктом припинили.

## Специфікації (Fw 57 V1)
Джерело: Green, William. Warplanes of the Third Reich, 3rd Eddition, pub by New Impression, 1972.
Основні характеристики
- Екіпаж: 3 (пілот, штурман і стрілець)
- Довжина: 16.40 м (53 фути 9⅔ дюйми)
- Висота: 4.10 м (13 футів 5⅓ дюймів)
- Розмах крила: 25.00 м (82 фути 0 дюймів)

- Площа крила: 73.5 м²  (791.15 футів²)
- Маса порожнього: 6,814 кг (14,991 фунтів)
- Маса спорядженого: 8,317 кг (18,298 фунтів)
- Силова установка: 2 двигуни × типу «V-подібний перевернутий поршневик» (V12 engine) фірми «Daimler-Benz» DB 600[en]A  910-1075 к.с. ( 679 кВт)

Льотні характеристики
- Максимально допустима швидкість: 404 км/год (218 вузлів, 251 миль/год)
- Максимальна швидкість: на 3,000 м (9,850 футів)
- Крейсерська швидкість: 374 км/год (201 вузлів, 232 миль/год)
- Практична дальність: 1000 км

Озброєння
- Стрілецько-гарматне: 3 × 20 мм MG FF (2 в носовій частині і1 в електрокерованій задній турелі системи «Mauser»)
- Бомби: 6 бомб x 100 кг (220 фунтів)